# Ernst Jean-Joseph
Ernst Jean-Joseph (Cap-Haïtien, 11 de junho de 1948 — 14 de agosto de 2020) foi um futebolista haitiano, que disputou a Copa de 1974, a única em que o país esteve presente.

## Carreira

### Clubes
Em sua carreira clubística, jogou por Violette de Porto Príncipe, e Chicago Sting, encerrando a carreira após representar o Violette pela segunda vez.

## Seleção Haitiana edoping
Na Seleção Haitiana de Futebol, conquistou o título do Campeonato da CONCACAF de 1973 e a segunda colocação da mesma competição em 1971 e 1977.
Na equipe, onde jogou entre 1972 e 1980 (14 jogos, nenhum gol), alcançou uma marca negativa: foi o primeiro atleta pego no exame antidoping na história das Copas do Mundo, após a derrota haitiana por 7 a 0 frente à Polônia. Ao descobrirem o fato, os jogadores do Haiti, a mando do ditador Baby Doc, retiraram Jean-Joseph do quarto, levaram-no para um jardim na própria concentração e o agrediram violentamente. Em comunicado, a delegação haitiana disse que a agressão foi justificada pelo doping, onde o zagueiro, então com 26 anos, envergonhara o país.

## Morte
Morreu em 14 de agosto de 2020, aos 72 anos.